# Borgia, Catanzaro
Borgia là một đô thị ở tỉnh Catanzaro, vùng Calabria ở miền nam nước Ý. Đô thị này có diện tích 42 ki-lô-mét vuông, dân số ngày 31/12/2004 là 7269 người.
Các đô thị giáp ranh: Catanzaro, Girifalco, San Floro, Squillace, Caraffa di Catanzaro.
Borgia nằm ở độ cao 341 m trên mực nước biển. 
Các đơn vị trực thuộc: Roccelletta, Vallo